# Nagari Tanjung Betung
Nagari Tanjung Betung is een bestuurslaag in het regentschap Pasaman van de provincie West-Sumatra, Indonesië. Nagari Tanjung Betung telt 10.160 inwoners (volkstelling 2010).